# Jeux d'eau
Jeux d'eau è una composizione per pianoforte scritta da Maurice Ravel nel 1901; l'opera, a carattere descrittivo, si propone di rappresentare scene di "giochi d'acqua" (da cui il titolo).
Il brano presenta una citazione, posta dopo il titolo, sulla partitura autografa di Ravel, tratta da Fête d'eau del poeta Henri de Régnier: "Dieu fluvial riant de l'eau qui le chatouille"

## Storia
Nel 1899 Ravel, ancora studente del Conservatorio, era già conosciuto nei salotti parigini grazie ad alcune sue composizioni come Menuet antique e la Pavane pour une infante défunte. Per avvalorare la sua posizione di compositore egli decise di presentarsi nel 1900 al Prix de Rome, ma venne bocciato e di conseguenza espulso dal corso di composizione. L'anno seguente si ripresentò e ottenne solo il secondo premio. Nel mese di ottobre incontrò per la prima volta Claude Debussy la cui musica Ravel conosceva già da alcuni anni; il musicista subì molto il fascino delle raffinate armonie di Debussy e le sue composizioni pianistiche dell'epoca ne rivelano l'influsso. Ravel decise, per mantenere almeno il successo che aveva tra il pubblico altolocato parigino, di scrivere un nuovo brano per pianoforte, Jeu d'eax. Nel comporlo il musicista aveva ben presente il pezzo di Franz Liszt con un titolo simile, Les jeux d'eau à la Villa d'Este, e vi si avvicinò a tal punto da sfiorare la citazione. Jeux d'eau fu composto velocemente e fu terminato l'11 novembre di quell'anno. La prima esecuzione del brano avvenne a Parigi alla Salle Pleyel il 5 aprile 1902 durante un concerto organizzato dalla Société Nationale de Musique con il pianista Ricardo Viñes che interpretò anche la Pavane pour une infante défunte.

## Analisi
Il pezzo, dalle atmosfere suggestive, è di breve durata e, dal punto di vista pianistico, di discreta difficoltà. Armonicamente in esso ritroviamo alcuni tratti stilistici tipici dell'innovativa scrittura raveliana, come ad esempio il frequente uso di accordi paralleli di settima, o l'uso dell'accordo di settima maggiore, spesso unito a una nona maggiore, dall'effetto solo apparentemente dissonante, svincolato da ogni legame armonico-funzionale.
L'acqua, per Ravel, è un elemento che porta un senso di serenità ed è proprio questa sensazione che pervade tutto il brano con freschezza e gioia. Il pezzo inizia in un registro acuto del pianoforte che corrisponde perfettamente all'idea di luminosità e pace. Per rendere efficacemente la suggestione sonora dell'acqua, il brano è imperniato su accordi "sciolti", sul glissando e arpeggi incessanti, che salgono e poi scendono a rendere in modo realistico il gioco dello scorrere dell'acqua.
Mentre nel brano di Liszt gli ornamenti sono di complemento alla partitura, in Ravel diventano protagonisti, realizzando una vera nuova sonorità pianistica. Anche il ritmo è adeguato all'immagine del flusso acquoreo; inizialmente simmetrico, in seguito varia, con aspetti insoliti a rappresentare gorgoglii e getti d'acqua per poi tornare all'idea iniziale fino a giungere nel finale, Lent, très expressif, a una fluidità ritmica più pacata.
La tonalità costantemente fluttuante e le progressioni armoniche spesso ondivaghe contribuiscono a rappresentare l'immagine evocativa, che quindi viene espressa non più solo dal punto di vista melodico, ma anche armonico e timbrico: i blocchi accordali, contrapposti alle fugaci figurazioni in arpeggio, evocano ora la staticità dell'acqua ferma, ora gli zampilli e le varie impressioni dell'acqua in movimento.